# 河野直人
河野直人（こうの なおと、1985年9月9日 - ）は、神奈川県足柄下郡湯河原町出身の元プロサッカー選手（GK）、サッカー指導者。実兄は河野淳吾。河野水軍の子孫。
2021年現在はWEリーグ・サンフレッチェ広島レジーナのGKコーチ。

## 来歴
清水商業高校から2004年に名古屋グランパスエイトに入団。身体能力に優れた長身GKとして期待されていたが、楢﨑正剛・川島永嗣の壁は厚く、しかもケガにも泣かされ、出場機会は全くなかった。
そこへ水谷雄一に続く第2GKを探していたアビスパ福岡からオファーがあり、2005年3月から福岡へレンタル移籍した。しかし、神山竜一が第2GKに定着したため、ここでも出場機会はなかった。
その後、サンフレッチェ広島からオファーがあり、2006年から広島へ移籍。2008年からはJ2に新規参入したFC岐阜へ移籍。どちらでも第3あるいは第2GKとしてベンチ入りはするものの、試合出場はかなわなかった。同年末に引退。
引退後は母校・清水商業や中京大学のコーチを歴任した後、2017年にサンフレッチェ広島の下部組織でGKコーチに就任。2021年からは、広島がWEリーグ参入のために新たに設立したサンフレッチェ広島レジーナでGKコーチを務める。

## エピソード
河野水軍の子孫。兄の河野淳吾が四国のチーム・徳島ヴォルティスに移籍した際に、現地の水軍子孫会から宴会に招かれた。

## 所属クラブ
- 湯河原サッカースポーツ少年団
- ベルマーレ平塚/湘南ベルマーレジュニアユース
- 清水商業高校
- 2004年 - 2005年3月 : 名古屋グランパスエイト
  - 2005年3月 - 同年12月 : アビスパ福岡 (期限付移籍)
- 2006年 - 2007年 : サンフレッチェ広島
- 2008年 : FC岐阜

## 個人成績
| 国内大会個人成績 | 国内大会個人成績 | 国内大会個人成績 | 国内大会個人成績 | 国内大会個人成績 | 国内大会個人成績 | 国内大会個人成績 | 国内大会個人成績 | 国内大会個人成績 | 国内大会個人成績 | 国内大会個人成績 | 国内大会個人成績 |
| 年度             | クラブ           | 背番号           | リーグ           | リーグ戦         | リーグ戦         | リーグ杯         | リーグ杯         | オープン杯       | オープン杯       | 期間通算         | 期間通算         |
| 年度             | クラブ           | 背番号           | リーグ           | 出場             | 得点             | 出場             | 得点             | 出場             | 得点             | 出場             | 得点             |
| 日本             | 日本             | 日本             | 日本             | リーグ戦         | リーグ戦         | リーグ杯         | リーグ杯         | 天皇杯           | 天皇杯           | 期間通算         | 期間通算         |
| ---------------- | ---------------- | ---------------- | ---------------- | ---------------- | ---------------- | ---------------- | ---------------- | ---------------- | ---------------- | ---------------- | ---------------- |
| 2004             | 名古屋           | 32               | J1               | 0                | 0                | 0                | 0                | 0                | 0                | 0                | 0                |
| 2005             | 名古屋           | 32               | J1               | 0                | 0                | 0                | 0                | -                | -                | 0                | 0                |
| 2005             | 福岡             | 30               | J2               | 0                | 0                | -                | -                | 0                | 0                | 0                | 0                |
| 2006             | 広島             | 36               | J1               | 0                | 0                | 0                | 0                | 0                | 0                | 0                | 0                |
| 2007             | 広島             | 36               | J1               | 0                | 0                | 0                | 0                | 0                | 0                | 0                | 0                |
| 2008             | 岐阜             | 1                | J2               | 0                | 0                | -                | -                | 0                | 0                | 0                | 0                |
| 通算             | 日本             | 日本             | J1               | 0                | 0                | 0                | 0                | 0                | 0                | 0                | 0                |
| 通算             | 日本             | 日本             | J2               | 0                | 0                | -                | -                | 0                | 0                | 0                | 0                |
| 総通算           | 総通算           | 総通算           | 総通算           | 0                | 0                | 0                | 0                | 0                | 0                | 0                | 0                |

- 公式戦初ベンチ入り 2007年3月17日 J1第3節 ガンバ大阪戦 (万博記念競技場)

## 指導歴
- 2009年 - 2012年 静岡市立清水商業高等学校サッカー部GKコーチ
- 2013年 - 2016年 中京大学サッカー部GKコーチ
- 2017年 - 2019年 サンフレッチェ広島F.Cジュニアユース GKコーチ
- 2020年 サンフレッチェ広島F.Cアカデミー GKコーチ
- 2021年 - サンフレッチェ広島レジーナ GKコーチ